# Francesco Casanova
Pour les articles homonymes, voir Casanova (homonymie).
Francesco Giuseppe Casanova né le 1er juin 1727 à Londres et mort le 8 juillet 1803 à Vorderbrühl est un peintre et graveur italien.
Peintre de batailles et de scène de genre, il est considéré comme un représentant d'une sensibilité préromantique.

## Biographie
Francesco Casanova naît le 1er juin 1727 à Londres, où sa mère, Zanetta Farussi (it), est montée pour la première fois sur les planches comme actrice. On a prétendu qu'il était le fils naturel du roi George II. Il est le frère cadet de Giacomo Casanova. Il fut en son temps un peintre de batailles si connu qu'à l'époque, c'est son frère Giacomo qui était souvent reconnu pour sa relation « avec le célèbre peintre », mais cette gloire si laborieusement acquise disparut peu après sa mort. Il meurt dans la pauvreté, bien qu’ayant eu des clients comme le prince de Condé et Catherine II de Russie, il ait gagné des sommes importantes, mais sa vie très désordonnée le conduisit également à dilapider ses énormes gains.
La biographie de son frère Giacomo mentionne la dureté des conditions de ses débuts de carrière comme peintre dans l’atelier de Gianantonio Guardi. Il passe ensuite dans l’atelier du peintre et scénographe de renom Antonio Joli qui travaillait assidûment dans les deux théâtres appartenant à la famille Grimani, les patriciens qui, à la mort du père de Francesco avaient assumé la protection de tous ses enfants.

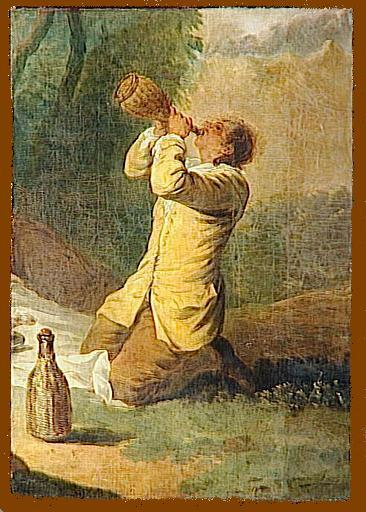
L’Homme qui boit (vers 1770), Paris, musée du Louvre.

Casanova ayant ensuite décidé de changer de genre, il passe dans l'atelier de Francesco Simonini, un peintre de batailles qui prenait Le Bourguignon comme modèle.
Installé à Paris en 1751, il se rend, l’année suivante, à Dresde, où il restera jusqu’en 1757, passant son temps à copier les meilleurs tableaux de bataille de la galerie des Électeurs de Saxe. À son retour à Paris en 1758, il passe, pour parfaire sa formation, dans l’atelier de Charles Parrocel. Outre des tableaux de batailles, Casanova peint des paysages avec des figures et des bovins, ainsi que des sujets pastoraux. Le succès n'est pas immédiat car les résultats de sa première exposition sont désastreux. Par la suite, il reçoit néanmoins des critiques favorables, entre autres, de Denis Diderot qui écrit : « En vérité, cet homme a bien du feu, bien de la hardiesse, une belle et vigoureuse couleur […] On dit que Salvator Rosa n’est pas plus beau que cela, quand il est beau […] Ce Casanova est dès à présent un homme à imagination, un grand coloriste, une tête chaude et hardie, un bon poète, un grand peintre », et commence à recevoir des commandes de différents monarques européens. Agréé par l’Académie royale de peinture et de sculpture le 22 août 1761, il y est reçu le 28 mai 1763 avec son Combat de cavalerie comme morceau de réception. Celui-ci, présenté au Salon de 1763, est, par ailleurs, critiqué par Diderot pour son manque de vigueur et de la chaleur : « Ah ! M. Casanova, qu’est devenu votre talent ? Votre touche n’est plus fière comme elle était, votre coloris est moins vigoureux, votre dessin devenu tout à fait incorrect. Combien vous avez perdu, depuis que le jeune Loutherbourg vous a quitté ! » Il exposera néanmoins assez régulièrement au Salon à partir de cette année-là jusqu’en 1783.

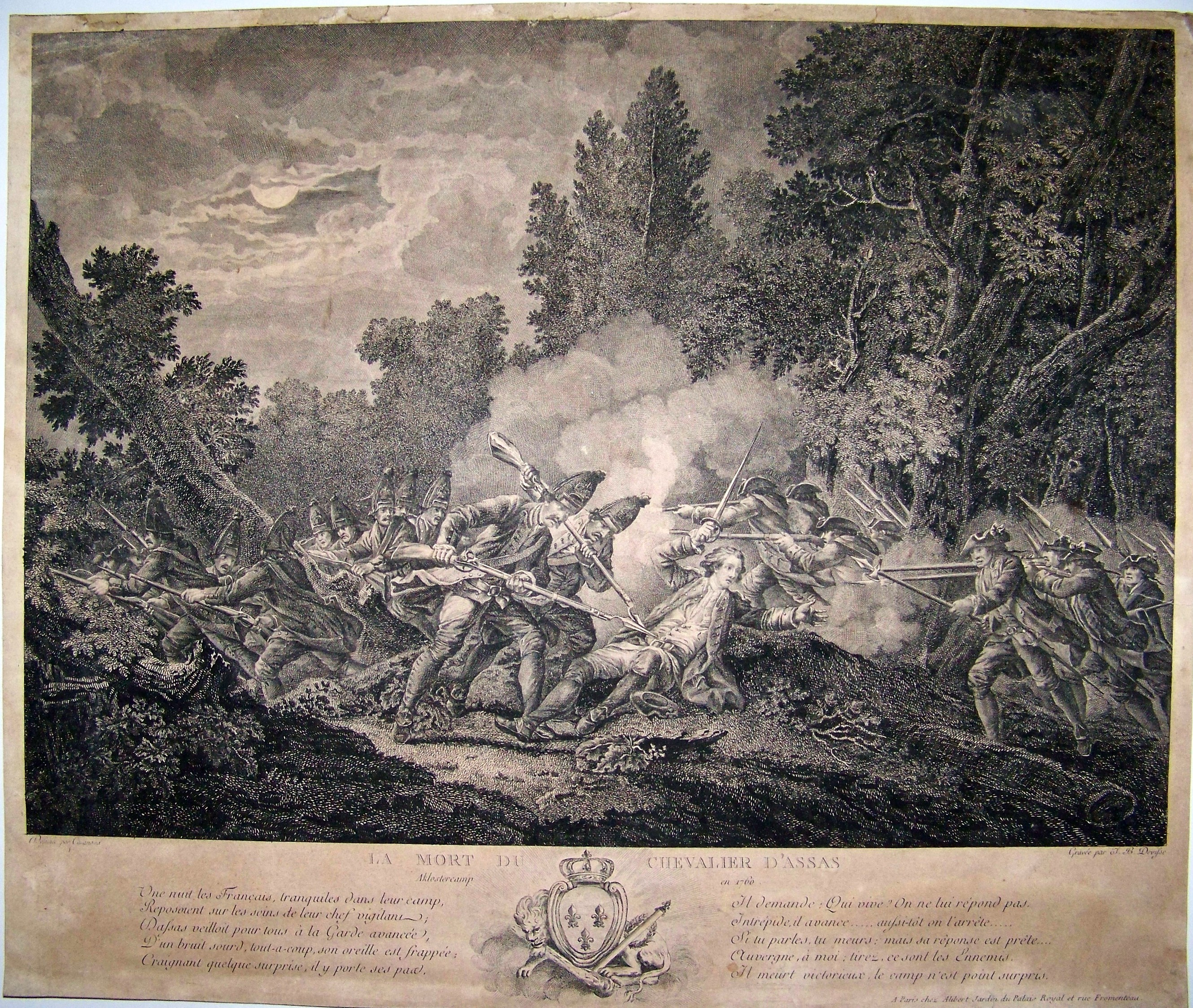
Mort du chevalier d'Assas, estampe par Jean-Baptiste Devisse d’après Francesco Casanova.

le 26 juin 1762, il épouse Jeanne-Marie Jolivet (1734-1773), dite Mademoiselle d’Alancour, danseuse de second plan, figurante à la Comédie-Italienne depuis 1759. Les amis de sa femme lui permettent d’augmenter considérablement sa clientèle. Sa réputation est renforcée et en 1771 lorsqu’il présente deux tableaux consacrés à la guerre de Trente Ans : La Bataille de Fribourg et La Bataille de Lens, dont Diderot a dit : « ces deux grands ouvrages, quelque chose que la critique y puisse trouver, seront toujours un monument solide à la gloire de M. Casanova […] ». C'est aussi sans doute vers 1770 qu'il peint la série de quatre « Catastrophes » conservée au musée des Beaux-Arts de Rennes (Scène d'orage, Rupture d'un pont de bois, Scène d'ouragan, Attaque nocturne de brigands). Cet ensemble est acheté en 1773 par Jean-Benjamin de La Borde, premier valet de chambre de Louis XV, pour la somme de 24 000 livres. D'une sensibilité déjà puissamment préromantique, la violence, le caractère dramatique de ces scènes les ont même fait attribuer par erreur à son élève Loutherbourg.
À la mort de sa première femme, il se remarie, en 1775, avec Jeanne Catherine Delachaux (1748-1818). Cette dernière aura une fille, Adèle Catherine, qui porte son nom sans être de lui, puisqu'il était parti à l'étranger.
Ce second mariage s'avère aussi désastreux que le premier et Francesco Casanova quitte le domicile conjugal avec l’aide de son frère Giacomo en 1783. Réfugié à Vienne, grâce à l’amitié du prince de Ligne, il fait la connaissance du ministre, le prince Kaunitz, et atteint le sommet de son succès. Il semble qu’outre son habileté en tant que peintre, le prince de Ligne appréciait sa conversation particulièrement brillante et son caractère extraverti, semblable à celui de son frère Giacomo, dont le prince était et resta l’un des amis les plus dévoués.
Dans les années suivantes, il continue à servir une clientèle institutionnelle. Ses principaux tableaux sont ceux dans lesquels il représente les batailles gagnées par le prince de Condé, et ceux qu’il exécute pour l’impératrice Catherine II de Russie, représentant les victoires remportées par les Russes sur les Turcs. Nombre de ses tableaux sont achetés ou commandés par cette dernière et aujourd’hui conservés à Saint-Pétersbourg au musée de l’Ermitage. Casanova connaît également un grand succès comme auteur de cartons de tapisseries et de tissus représentant généralement des paysages ruraux. Cette activité secondaire à celle d’artiste lui apporte des bénéfices énormes. De 1770 à 1787, il travaille dans ce domaine avec la manufacture royale de Beauvais à laquelle collaborent alors environ 70 employés.

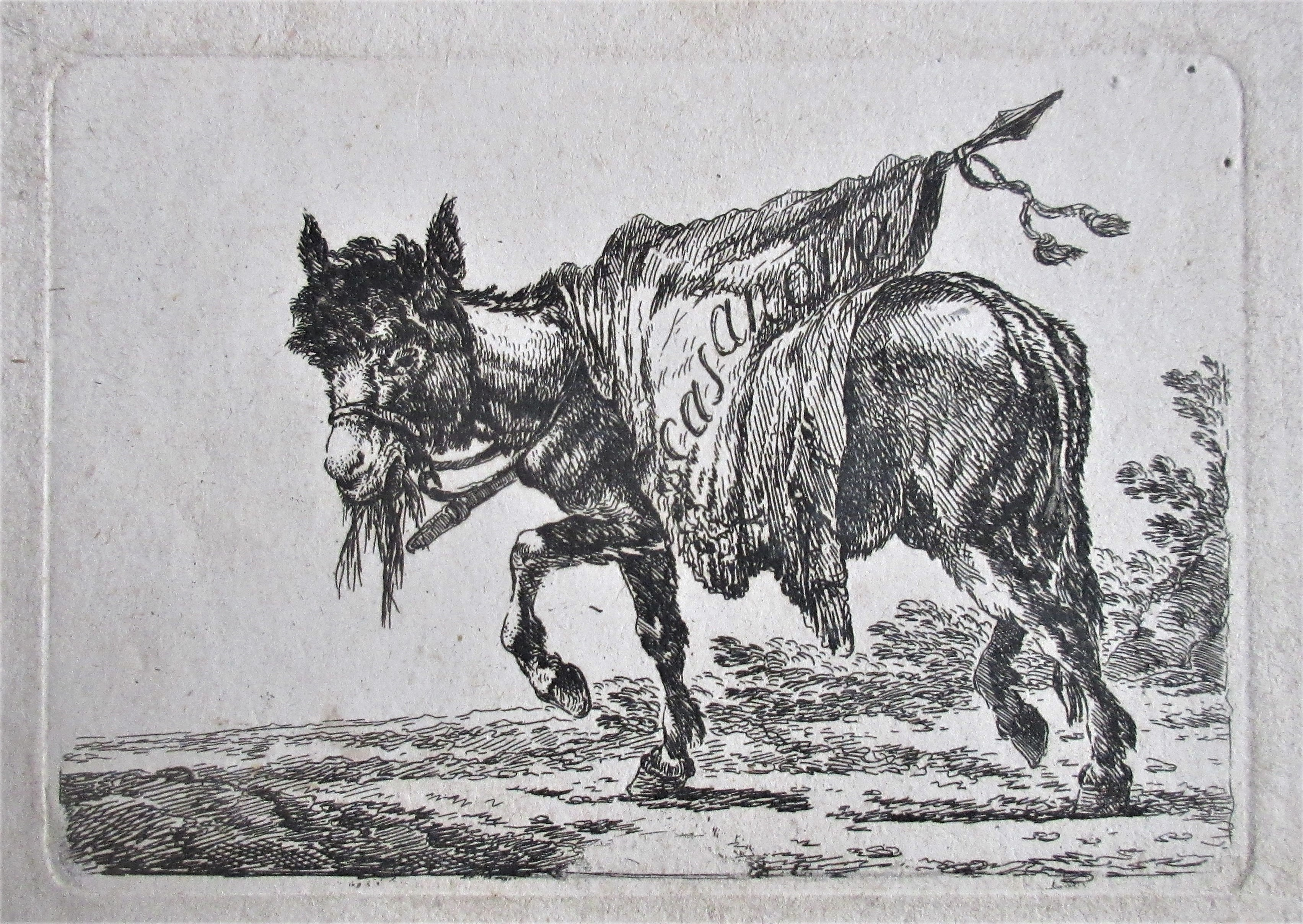
L'Âne et le drapeau, eau-forte,.

Le peintre et collectionneur Jacques Augustin de Silvestre (1719-1809), possédait deux tableaux de lui : Paysage enrichis de ruines avec un pâtre des vaches et des moutons près d'une fontaine et Paysage avec veille dame qui offre du lait à une jeune fille à laquelle un petit garçon veut faire voir les moutons.
Casanova grave également quelques pièces à l’eau-forte, dont Tambour russe à cheval, Les trois Cuirassiers, Le Drapeau, Choc de cavalerie, L’Âne et le drapeau et Le Dîner du peintre Casanova. Il fut interprété entre autres par Nicolas Colibert au pointillé (1786).

## Élèves
- Louis Belanger
- Claude-Louis Desrais
- Philippe-Jacques de Loutherbourg

## Œuvres dans les collections publiques
À Paris, le musée du Louvre conserve sept peintures et huit dessins. Le catalogue des collections du musée des Beaux-Arts de Rennes recense quatre de ses tableaux. Le musée de Grenoble, le musée des Beaux-Arts de Bordeaux et le musée Condé de Chantilly conservent chacun deux ou trois tableaux du peintre. Le musée des Beaux-Arts de Brest conserve sa Scène de bataille (huile sur toile, 189 × 249 cm) et le musée des Beaux-Arts de Chartres le Paysage italien (huile sur cuivre, inv. 5642).

Œuvres de Francesco Casanova
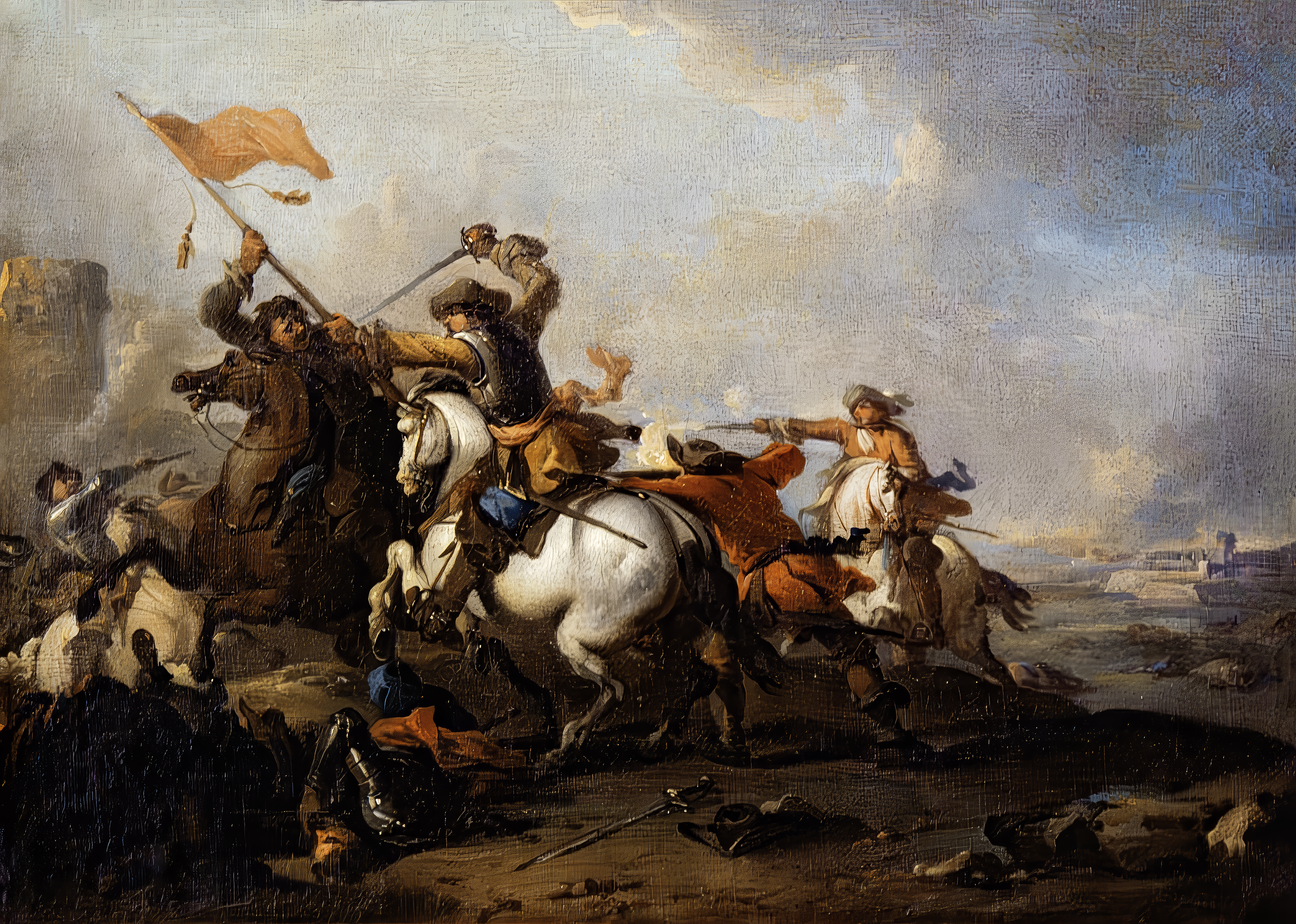
Scène de bataille - cavalier frappant le porte-étendard avec son épée  1755, Pinacoteca Querini Stampalia
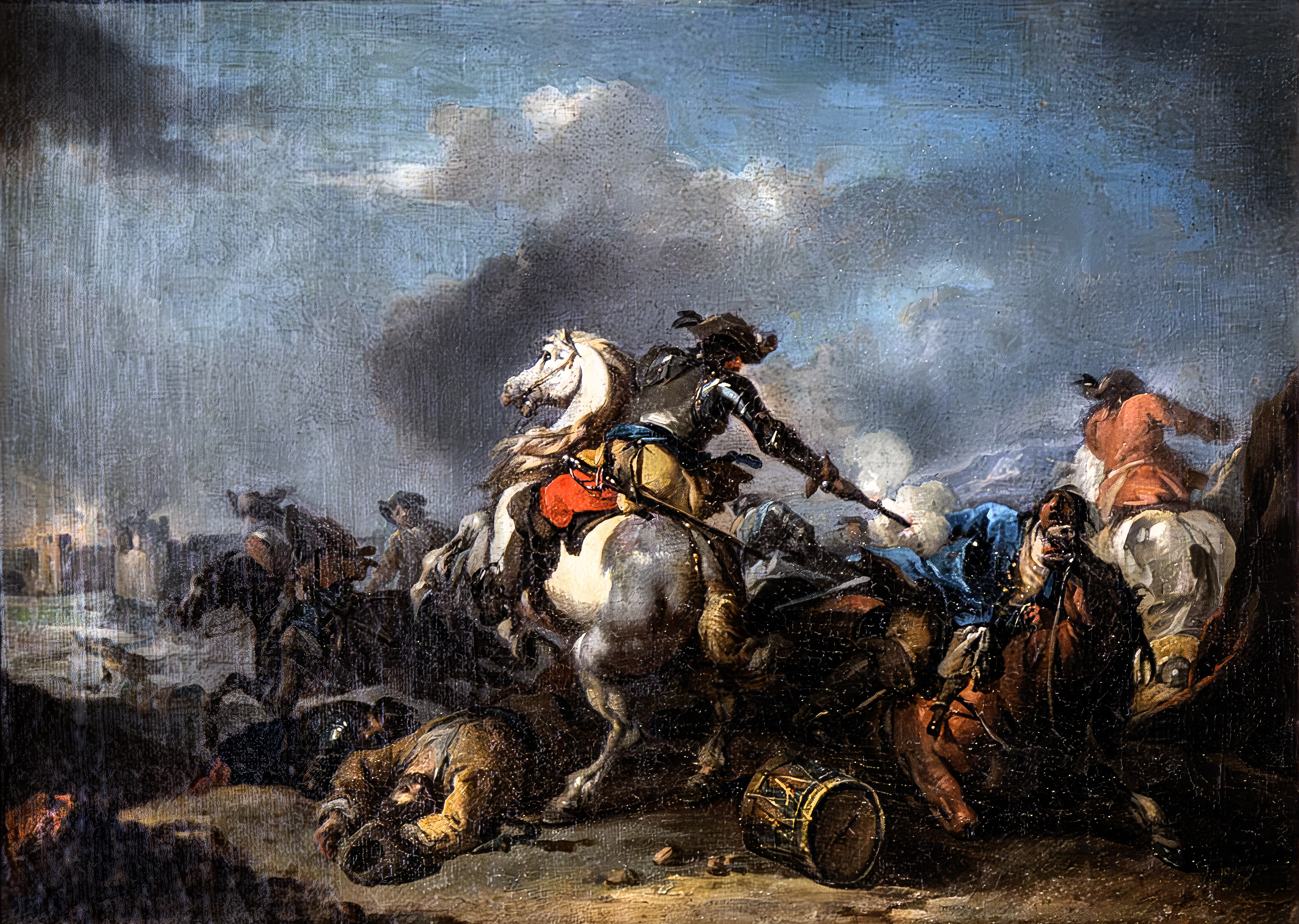
Scène de bataille - cavalier avec arme à feu sur cheval blanc, 1755, Pinacoteca Querini Stampalia
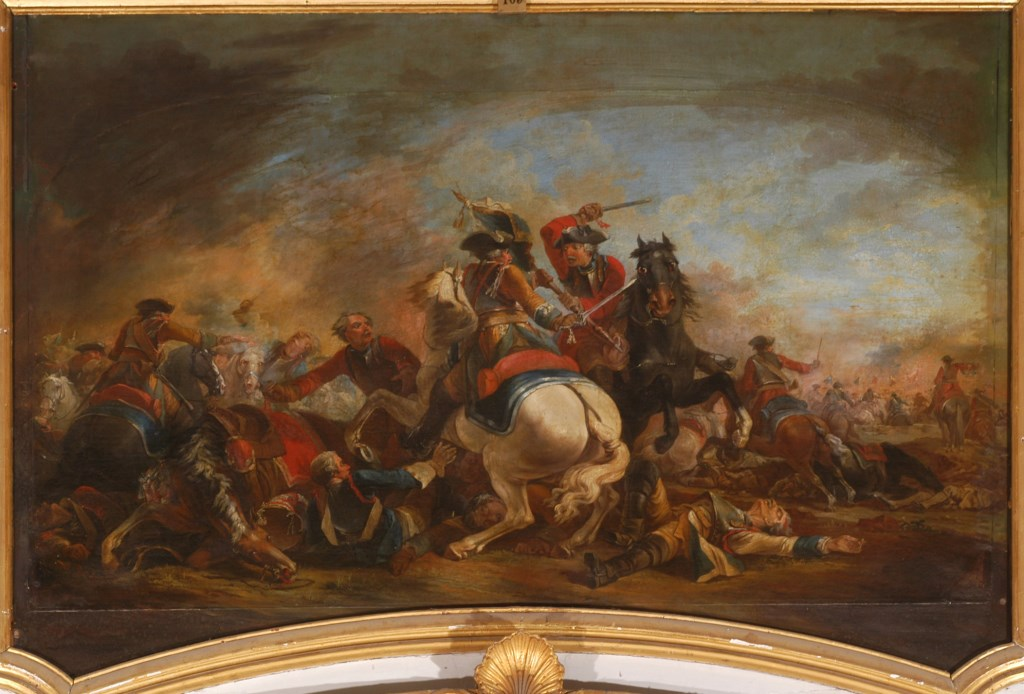
Choc de cavalerie (vers 1769), Chantilly, musée Condé.
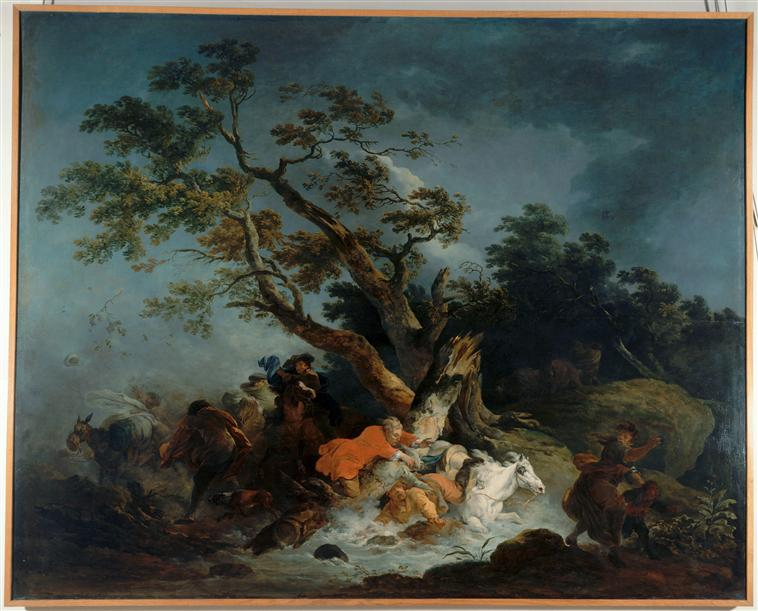
Scène d'ouragan (1770), musée des Beaux-Arts de Rennes.
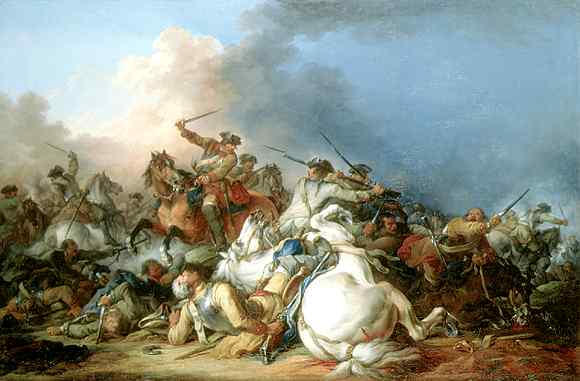
Une bataille Paris, musée du Louvre.
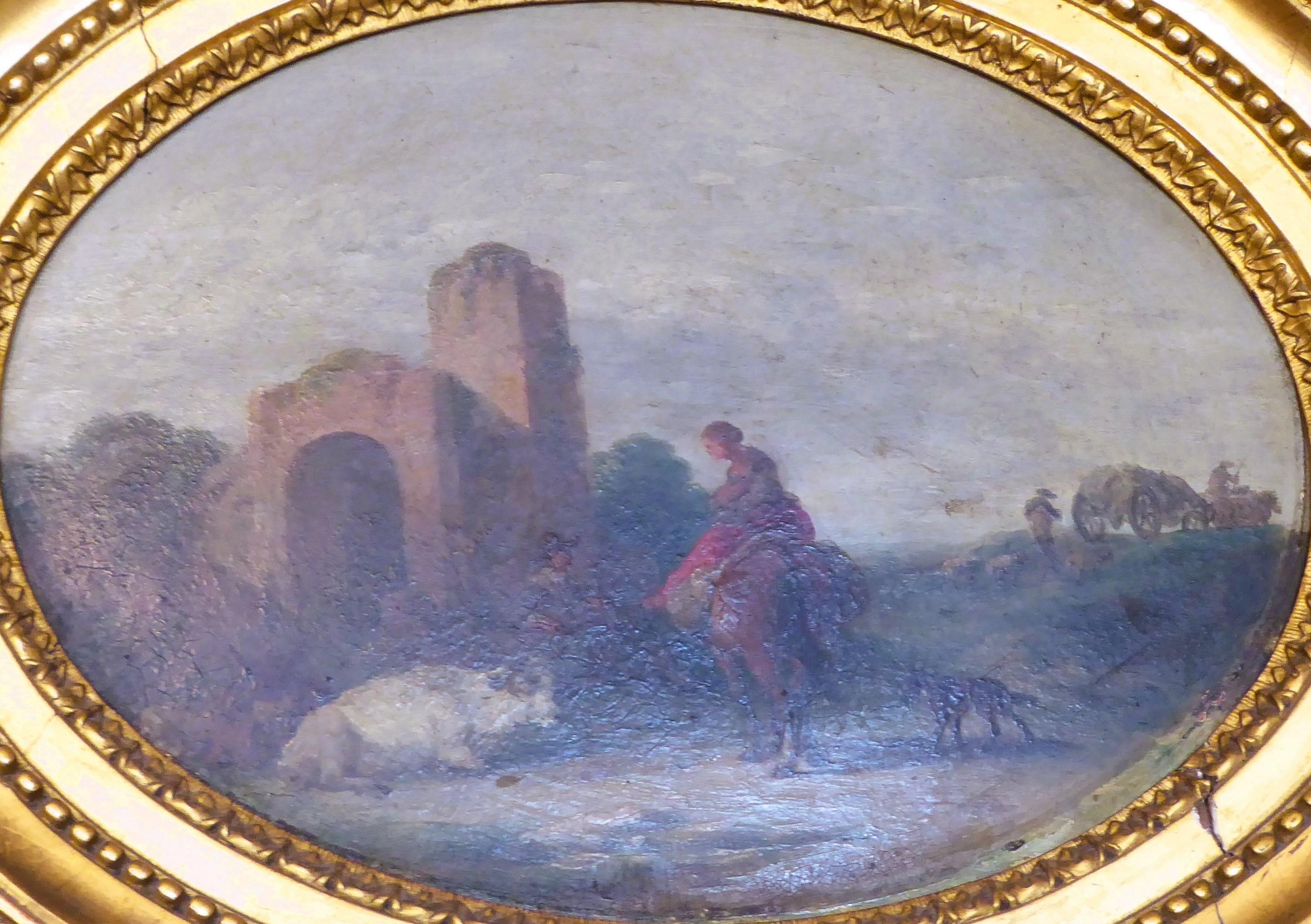
Paysage italien, musée des Beaux-Arts de Chartres.